# 解鍹
解鍹（？—？），山西省絳州直隸州稷山縣人，清朝政治人物、同進士出身。
光緒十五年（1889年），参加光緒己丑科殿試，登進士三甲82名。同年五月，授内阁中书。